# Achilles Hennion
Achilles Hennion (Moen, 4 juni 1882 - Brugge, 5 januari 1973) was een Belgisch kunstschilder die deel uitmaakte van de zogenaamde Brugse school.

## Levensloop
Hennion was een zoon van Camille Hennion en Elisa Vanderhaeghe. Hij studeerde aan de kunstacademie in Kortrijk, aan de Koninklijke Academie voor Schone Kunsten in Antwerpen bij Juliaan De Vriendt en aan het Hoger Instituut voor Schone Kunsten in deze zelfde stad bij de dierenschilder Frans Van Leemputten. Hij bleef studeren tot in 1912.
In de periode 1914-1919 bleef hij bij zijn ouders in Moen wonen en had er een bescheiden atelier, waar hij schilderde en ook werkte als decorateur van huis- en kerkinterieurs.
Na de Eerste Wereldoorlog woonde hij enkele jaren in Parijs en in Antibes, waar hij dorpsgezichten, kaaien en stranden met kleurige bootjes schilderde. Hij schilderde ook in Nice, Juan-les-Pins, Cagnes en Golfe-Juan.
In 1925 kwam hij in Brugge wonen, eerst in de Korte Winkel, vervolgens langs de Potterierei en nog later op de Koningin Elisabethlaan. Hij was in 1923 getrouwd met Lydie Matton (1896-1983) en ze kregen twee dochters: Jacqueline (1927-2017) en Diane (1932-2018). 
Hij werd een productief schilder van Brugse stadsgezichten. Hij deed dit op originele manier, zoals blijkt uit zijn Gistfabriek in de mist, zijn Meebrug en zijn Blekersstraat. Hij schilderde ook opvallende interieurs van Brugse kerken, vooral van de Onze-Lieve-Vrouwekerk. Hij schilderde ook landschappen rond Damme. De Musea van Brugge bezitten verschillende van zijn werken, onder meer een Augustijnenbrug, een Portaal van het Sint-Janshospitaal, een Oud Molenhuis.